# Rubus astarae
Rubus astarae är en rosväxtart som beskrevs av Alexander Gilli. Rubus astarae ingår i släktet rubusar, och familjen rosväxter. Inga underarter finns listade i Catalogue of Life.